# Inghinidhe na hÉireann
Inghinidhe na hÉireann [ɪnʲiːnʲiː n̪ə ˈheːɾʲən̪] (deutsch „Töchter Irlands“) war eine radikale irisch-nationalistische Frauenorganisation. Gegründet 1900 unter der Führung von Maud Gonne, ging die Organisation 1914 in der Cumann na mBan auf, der Frauenorganisation der Irish Volunteers.

## Anfänge
Ursprung der Organisation war ein Treffen von 15 Frauen in den Räumen der Celtic Literary Society in Dublin am Ostersonntag 1900. Anfangs ging es bei dem Treffen darum, Geld für ein Geschenk für Arthur Griffith, den späteren Gründer der Sinn Féin, zu sammeln. Griffith hatte seine Peitsche ruiniert, als er damit einen Journalisten verprügelte, der Maud Gonne als englische Spionin bezeichnet hatte. Im Laufe des anschließenden Gesprächs über den gerade vorbeigegangenen Besuch der Königin Victoria in Dublin, anlässlich dessen 5.000 Kinder zu einem Picknick in den Phoenix Park eingeladen worden waren, entstand die Idee, nach ähnlichem Muster ein patriotisches Kinderfest zu veranstalten. War es bei der königlichen Visite unter anderem darum gegangen, in Irland Freiwillige für die im Burenkrieg stehende Britische Armee zu werben, unterstützten die irischen Nationalisten wie Griffith und Gonne eher die Buren und agitierten gegen jede Unterstützung der englischen Kriegsanstrengungen durch Iren. Die Versammlung gründete spontan das Patriotic Children’s Treat Committee, dem bereits nach kurzer Zeit 59 Frauen angehörten. In den folgenden Wochen wurden Spenden gesammelt und eine Teilnehmerliste erstellt, die Ende Juni bereits 25.000 Kinder umfasste. Das Fest fand am 1. Juli 1900 statt, 25.000 bis 30.000 Kinder marschierten durch Dublin zum Clonturk Park, wo es ein Picknick gab und patriotische Reden gehalten wurden. Einzige Frau unter den vier offiziellen Rednern war Maud Gonne. Die nach dem Fest verbliebenen finanziellen Mittel wurden genutzt, um im Oktober 1900 Inghinide na hÉireann zu gründen.

## Mitglieder
Die meisten Mitglieder kamen aus der katholischen Mittelklasse. Maud Gonne wurde zur Präsidentin der Vereinigung gewählt, Vize-Präsidentinnen wurden Alice Furlong, Jenny Wyse Power, Annie Egan und Anna Johnston. Zu den Gründerinnen gehörten Helena Moloney (später Präsidentin des irischen Gewerkschaftsbundes ITUC), Sinéad O’Flanagan (die spätere Ehefrau des ersten irischen Präsidenten Éamon de Valera), die Schauspielerinnen Máire Quinn, Molly und Sara Allgood, die Ärztin Kathleen Lynn und Mary Macken, führendes Mitglied der katholischen Frauenbewegung. Später kamen mit Mary MacSwiney, Máire Nic Shiubhlaigh, Constance Markievicz, Margaret Buckley, Ella Young, Máire Gill sowie den Autorinnen Rosamond Jacob, Hannah Sheehy-Skeffington und Alice Milligan viele weitere kulturell und politisch engagierte und bekannte Frauen hinzu, aber auch viele Frauen aus der Arbeiterklasse.

## Arbeit
Die Ziele der Vereinigung wurden wie folgt definiert:
- das Studium der irischen Sprache, Literatur, Geschichte, Musik und Kunst besonders unter jungen Menschen zu fördern, indem man Kurse anbietet und diese Themen unterrichtet
- irische Erzeugnisse zu fördern und zu bewerben
- gegen das Lesen und die Verbreitung englischer Literatur einzutreten, das Singen englischer Lieder, den Besuch vulgärer englischer Unterhaltung in Kinos und Theatern und den englischen Einfluss insgesamt zu bekämpfen, der für den künstlerischen Geschmack und die Kultiviertheit des irischen Volkes so schädlich ist.
- Einen Fonds zu gründen der unter dem Namen "National Purposes Fund" die genannten Ziele unterstützt.[10]

Die Frauen von Inghinidhe na hÉireann unterstützten Kurse und Unterhaltungsangebote für Kinder und Erwachsene und protestierten vor dem Rekrutierungsbüro der britischen Armee in der Dubliner O’Connell Street. Sie produzierten Tableaux vivants zu Themen der irischen Mythologie und der Weltgeschichte sowie irische Theaterstücke, wozu sie männliche Darsteller aus anderen nationalistischen Gruppen anwarben.
Ab 1908 gab Inghinide na hÉireann ein monatliches Magazin heraus, Bean na hÉireann (deutsch etwa Die irische Frau). Helena Moloney war die Herausgeberin, zu den Autoren gehörten unter anderen die späteren Anführer des Osteraufstands Patrick Pearse und Thomas MacDonagh, Sydney Gifford, Maud Gonne, Constance Markiewicz und Moloney selbst. Die Artikel beschäftigten sich mit Politik, dem Frauenwahlrecht, Nationalismus und Sprache, dazu gab es regelmäßige Kolumnen über Gewerkschaftsfragen, Mode (zur Unterstützung irischer Kleiderproduktion) und Garten, Artikel in irischer Sprache und eine Kinderseite.

## Nachfolge
1914 ging Inghinidhe na hÉireann in den  Cumann na mBan auf, die Frauenorganisation der Irish Volunteers.  Einige der Mitglieder aus der Gewerkschaftsbewegung gingen stattdessen in die Irish Citizen Army unter der Führung von James Connolly.

## Bedeutung
Die Historikerin Margaret Ward hebt hervor, dass Inghinidge na hÉireann zuallererst eine nationalistische Organisation darstellte. Zwar sei man sich der Unterdrückung der Frauen und ihrer Rolle in der traditionellen irischen Kultur bewusst gewesen, habe aber der nationalen Befreiung Priorität eingeräumt. Dessen ungeachtet dürfe aber die Bedeutung der Organisation nicht unterschätzt werden: 

„Hätte es Inghinidhe nicht gegeben, so hätte eine ganze Generation von Frauen niemals das Selbstbewusstsein entwickelt, das sie schließlich befähigte, sich in gemischt-geschlechtlichen Organisationen zu behaupten.“